# James Marcelin
Pour les articles homonymes, voir Marcelin.
James Marcelin, né le 13 juin 1986 à Saint-Marc, est un footballeur international haïtien jouant au poste de milieu de terrain.

## Carrière
Marcelin commence sa carrière avec le Roulado FC alors qu'il n'a que 16 ans, aidant son équipe à gagner le titre de la Ligue haïtienne en 2003, avant de se joindre au Racing Club Haïtien en 2007.
En 2008, il est ensuite transféré aux Islanders de Puerto Rico de la première division de la USL, où il est utilisé dans un système de rotation d'effectifs. Il réussit à obtenir beaucoup plus de temps de jeu en 2009, formant un duo solide en tant que milieu de terrain défensif avec Dan Gargan.
Le 11 février 2010, les Timbers de Portland de la D1 USL engagent Marcelin pour un contrat d'un an.
Un an plus tard, il signe un contrat pour effectuer le saut dans la MLS avec ces mêmes Timbers de Portland. 
En 2012 il joue avec le FC Dallas sous forme de prêt.
Le 16 décembre 2014, Marcelin signe pour la saison 2015 avec le Sporting Kansas City et la MLS. Il est finalement coupé de l'effectif le 24 février 2015 avant le début de la saison sans avoir pu disputer le moindre match. Il est alors ré-engagé par les Strikers pour la saison 2015 de NASL.
Le 30 décembre 2015, Marcelin est transféré aux Railhawks de la Caroline contre Neil Hlavaty (en). 

### International
En 2006, Marcelin fait ses débuts au niveau international avec l'équipe espoirs U-21 d'Haïti. En 2007, Marcelin joue pour l'équipe d'Haïti de football lors de la Gold Cup 2007. Il est sélectionné par Jairo Rios pour un match amical contre la Jamaïque le 22 mai 2009.
Depuis, il représente Haïti à maintes reprises lors de matchs amicaux et plus récemment lors des qualifications pour la coupe du monde 2014. Il devient en 2016 le premier buteur haïtien lors d'une Copa América, lors d'une défaite sept buts à un contre le Brésil.

### Buts internationaux
|    | Date             | Lieu                                       | Adversaire                  | Résultat | Compétition                                         |
| -- | ---------------- | ------------------------------------------ | --------------------------- | -------- | --------------------------------------------------- |
| 1. | 8 juillet 2009   | RFK Stadium, Washington, États-Unis        | Grenade                     | 2-0      | Premier tour de la Gold Cup 2009                    |
| 2. | 2 septembre 2011 | Stade Sylvio Cator, Port-au-Prince, Haïti  | Îles Vierges des États-Unis | 6-0      | Éliminatoires de la coupe du monde de football 2014 |
| 3. | 6 septembre 2011 | Ergilio Hato Stadion, Willemstad, Curaçao  | Curaçao                     | 4-2      | Éliminatoires de la coupe du monde de football 2014 |
| 4. | 10 octobre 2015  | BBVA Compass Stadium, Houston, États-Unis  | Salvador                    | 3-1      | Match amical                                        |
| 5. | 8 juin 2016      | Camping World Stadium, Orlando, États-Unis | Brésil                      | 1-7      | Copa América Centenario                             |